# Allanblackia stuhlmannii
Allanblackia stuhlmannii es una especie  de árbol en la familia de las  clusiáceas. Es endémica de Tanzania.

## Usos
Las semillas del árbol son una fuente de aceite comestible utilizado durante mucho tiempo por las poblaciones locales y al mismo tiempo como mercancía para exportar como un negocio del gobierno. Una infraestructura se está desarrollando para su uso a escala comercial internacional. Se espera que mediante la comercialización de productos forestales no maderables y el aumento del valor de los bosques, se traducirá en  ayuda para la población local, en la conservación de este recurso natural.

## Taxonomía
Allanblackia stuhlmannii fue descrito por Heinrich Gustav Adolf Engler y publicado en Die Natürlichen Pflanzenfamilien Nachtr. ii–iv Teil [1]: 249. 1897.
Sinonimia
- Stearodendron stuhlmannii Engl. basónimo
- Allanblackia sacleuxii Hua (1896)[8]